# Grange du Cheylard
La Grange du Cheylard est une ancienne exploitation agricole dépendant de l'abbaye de Mazan, située à Aubenas, en France.

## Localisation
La grange est située sur la commune d'Aubenas, dans le département français de l'Ardèche.

## Historique
Créée en 1119, Mazan est la fille de l'abbaye de Bonnevaux. Sa présence sur la commune d'Aubenas est attestée dans une bulle de 1217. Au 15e siècle, des actes confirment le lieu comme résidence de l'abbé. Au XVIIe siècle, le Cheylard est entretenu par les religieux qui y font construire un corps de logis en 1661. Au XVIIIe siècle, le domaine devient une exploitation affermée, aux activités agricoles s'ajoute l'extraction de la pierre. Le domaine est vendu comme bien national à la Révolution. Au XIXe siècle, le lieu est occupé par une brasserie, puis revendu à des paysans.

## Description
Trois ailes forment un U. L'accès à la cour se faisait par une porte fortifiée disparue. La cour dessert un premier bâtiment puis une grande galerie avec arcades en arc brisé et, de l'autre côté, un long cellier. Elle aboutit au sud à une église à nef unique qui semble être la partie la plus ancienne. Le mur est présente trois baies romanes disposées en triangle. Le mur qui ceint la grange dans sa partie nord et ouest est contemporain de la dernière phase de construction. Il devait comporter une porte pour contrôler l'accès au pont. Dans son prolongement se trouve une galerie de pierre qui canalisait l'eau vers la grange et ses dépendances.
L'édifice est inscrit au titre des monuments historiques en 2007.